# Cloruro de plomo(II)
El cloruro de plomo(II) (PbCl2), un compuesto inorgánico, se presenta como un sólido blanco en condiciones ambientales. Es poco soluble en agua. El cloruro de plomo(II) es uno de los reactivos de plomo más importantes. También se encuentra de forma natural en el mineral cotunnita.

## Estructura y propiedades
En el PbCl2 sólido, cada ion de plomo está coordinado por nueve iones de cloruro en una formación de prisma triangular tricapa: seis se sitúan en los vértices del prisma triangular y tres más allá de los centros de cada cara del prisma rectangular. Los 9 iones de cloruro no están equidistantes del átomo central de plomo: 7 se sitúan a distancias comprendidas entre 280 y 309 pm, y 2 a 370 pm. El PbCl₂ forma agujas ortorrómbicas blancas.
|                                                                                 |
| Modelo de barras y esferas de parte de la estructura cristalina de la cotunnita |

|                         |
| Modelo de espacio lleno |

|                                    |
| Geometría de coordinación del Pb2+ |

|                                    |
| Geometría de coordinación del Cl-. |

|                                   |
| Poliedro de coordinación de Pb2+. |

En fase gaseosa, las moléculas de PbCl2 tienen una estructura curvada con un ángulo Cl-Pb-Cl de 98° y una distancia de enlace Pb-Cl de 2,44 Å. Este PbCl2 se emite desde motores de combustión interna que utilizan aditivos de cloruro de etileno-tetraetilplomo con fines antidetonantes.
El PbCl2 es poco soluble en agua, con un producto de solubilidad Ksp = 1,7 × 10-5 a 20 °C. Es uno de los cinco cloruros comúnmente insolubles en agua, siendo los otros cuatro el cloruro de talio (I), el cloruro de plata (AgCl) con Ksp = 1,8 × 10-10, el cloruro de cobre (I) (CuCl) con Ksp = 1,72 × 10-7 y el cloruro de mercurio (I) (Hg₂Cl₂) con Ksp = 1,3 × 10-18.

## Síntesis
El cloruro de plomo(II) sólido precipita tras la adición de fuentes acuosas de cloruro (HCl, NaCl, KCl) a soluciones acuosas de compuestos de plomo(II), como nitrato de plomo(II) y acetato de plomo(II) :
Pb(NO
3)
2  +  2 HCl  →  PbCl
2(s)  + 2 HNO
3
También se forma mediante el tratamiento de compuestos básicos de plomo(II), como el óxido de plomo(II) y el carbonato de plomo(II) .
El dióxido de plomo se reduce con cloruro de la siguiente manera:
PbO
2 + 4 HCl → PbCl
2(s) + Cl
2  + 2 H
2O
También se forma por la oxidación del metal plomo por cloruro de cobre (II) :
Pb + CuCl
2  →  PbCl
2  +  Cu
O más directamente, por la acción del gas cloro sobre el plomo metálico:
Pb + Cl
2  →  PbCl
2

## Reacciones
La adición de iones cloruro a una suspensión de PbCl2 da lugar a iones complejos solubles. En estas reacciones, el cloruro adicional (u otros ligandos) rompe los puentes de cloruro que componen el armazón polimérico del PbCl₂ sólido.
PbCl 2(s) + Cl − → [PbCl3] − (ac)
PbCl2 (s) + 2Cl − → [PbCl4] 2− (ac)
El PbCl2 reacciona con NaNO2 fundido para dar PbO :
El PbCl2 se utiliza en la síntesis del cloruro de plomo (IV) (PbCl4): se hace burbujear cloro a través de una solución saturada de PbCl2 en NH4Cl acuoso, formando [NH4]2[PbCl6]. Este último se hace reaccionar con ácido sulfúrico concentrado frío (H2SO4) para formar PbCl4 en forma de aceite.
El cloruro de plomo(II) es el principal precursor de los derivados organometálicos del plomo, como los plumbocenos.  Se emplean los agentes alquilantes habituales, incluidos reactivos de Grignard y compuestos de organolitio:
2 PbCl2 + 4 RLi → R4Pb + 4 LiCl + Pb
2 PbCl2 + 4 RMgBr → R4Pb + Pb + 4 MgBrCl
3 PbCl2 + 6 RMgBr → R3Pb-PbR3 + Pb + 6 MgBrCl
Estas reacciones producen derivados más parecidos a los compuestos organosilícicos, es decir, que el Pb(II) tiende a desproporcionarse tras la alquilación.
El PbCl2 se puede utilizar para producir PbO2 tratándolo con hipoclorito de sodio (NaClO), formándose un precipitado de color marrón rojizo de PbO2 .

## Usos
- El PbCl2 fundido se utiliza en la síntesis de cerámica de titanato de plomo y titanato de bario y plomo mediante reacciones de sustitución de cationes: [8]
x PbCl2(l) + BaTiO3(s) → Ba1−xPbxTiO3 + x BaCl2
- El PbCl2 se utiliza en la producción de vidrio transmisor de infrarrojos,[9]  y vidrio ornamental llamado vidrio aureno. El vidrio aureno tiene una superficie iridiscente que se forma al rociarlo con PbCl2 y recalentarlo en condiciones controladas. El cloruro estannoso (SnCl2) se utiliza para el mismo propósito.[10]
- Un cloruro básico de plomo, PbCl2·Pb(OH2, se conoce como plomo blanco de Pattinson y se utiliza como pigmento en pintura blanca.  La pintura con plomo está prohibida en muchos países por considerarse un riesgo para la salud gracias a la Convención sobre la pintura al blanco de plomo, 1921 .[11]
- El PbCl2 es un producto intermedio en el refinado del mineral de bismuto (Bi). El mineral que contiene bismuto, plomo y zinc se trata primero con sosa cáustica fundida para eliminar las trazas de arsénico y telurio. A continuación, se aplica el proceso Parkes para eliminar la plata y el oro presentes. Entonces existe Bi, Pb y Zn en el mineral. A 500 °C, recibe tratamiento con gas Cl2. Primero, se forma ZnCl2 y se excreta. El Bi puro queda atrás después de que se forma PbCl2 y se elimina. Por último, se formaría BiCl3. [12]

## Toxicidad
Al igual que otros compuestos de plomo solubles, la exposición al PbCl2  puede causar intoxicación por plomo.